# Nepalorthogonius
Nepalorthogonius is een geslacht van kevers uit de familie van de loopkevers (Carabidae). De wetenschappelijke naam van het geslacht is voor het eerst geldig gepubliceerd in 1979 door Akinobu Habu.

## Soorten
Het geslacht Nepalorthogonius is monotypisch en omvat slechts de volgende soort:
- Nepalorthogonius monilicornis Habu, 1979